# Manono
Manono – wyspa leżąca w archipelagu wysp Samoa, należąca do państwa Samoa. Wyspa ma powierzchnię wynoszącą 3,4 km². Manono otoczona jest rafą koralową. Na wyspie znajdują się cztery miejscowości, na których w 2006 roku mieszkało 889 mieszkańców. Wyspa znajduje się w dystrykcie Aiga-i-le-Tai.
Na wyspie znajdują się cztery miejscowości:
- Apai
- Faleu
- Lepuiaʻi
- Salua